# CAC Small
Le CAC Small, anciennement CAC Small 90, est un indice boursier créé le 3 janvier 2005, géré par Euronext et utilisé à la bourse de Paris. Regroupant des valeurs d'importance moyenne, il reflète donc plutôt une activité d'entreprises de dimension nationale ou internationale, mais à taille limitée.

## Historique
Le CAC Small 90 regroupait les 90 plus grosses capitalisations boursières arrivant juste derrière celles du CAC 40 et du CAC Mid 100, apparaissant donc aux 90 derniers rangs du SBF 250. Il a été remplacé en mars 2011 par le CAC Small, regroupant un nombre variable de valeurs (86 au 31 octobre 2023).

## Composition de l'indice
Les quatre-vingt-six valeurs de l'indice :